# 石戸谷結子
石戸谷 結子（いしとや ゆいこ、1946年 - ）は、日本の音楽評論家、音楽ジャーナリスト。青森県出身。早稲田大学卒業。音楽之友社編集部を経て、1985年からフリーの評論家へ。専門ジャンルはオペラ。

## 著書一覧
- マエストロに乾杯（1994）
- オペラ歌手はなぜモテるのか?（1996）
- オペラは見てのお楽しみ（1997）
- オペラ・ハンドブック（1999）
- 知ってるようで知らない オペラおもしろ雑学事典（2002）
- オペラ・ギャラリー50（2004、井辻朱美、加藤浩子、楠瀬寿賀子、中野京子、山口眞子、朝倉めぐみ）
- あらすじで読む 名作オペラ50（2004）
- 石戸谷結子のおしゃべりオペラ（2006）
- 魅惑のオペラ 2 ヴェルディ 椿姫（池辺晋一郎、堀内修、水谷彰良）
- 魅惑のオペラ 6 ヴェルディ アイーダ（池辺晋一郎、堀内修、水谷彰良）
- 魅惑のオペラ 8 プッチーニ 蝶々夫人（池辺晋一郎、水谷彰良、堀内修）
- 魅惑のオペラ 18 オッフェンバック ホフマン物語（池辺晋一郎、堀内修、水谷彰良）
- ひとりでも行けるオペラ極楽ツアー（2008、木之下晃）
- DVDブック これ一冊で深くわかる オペラ入門（堀内修、山崎浩太郎）